# Dienstleiter

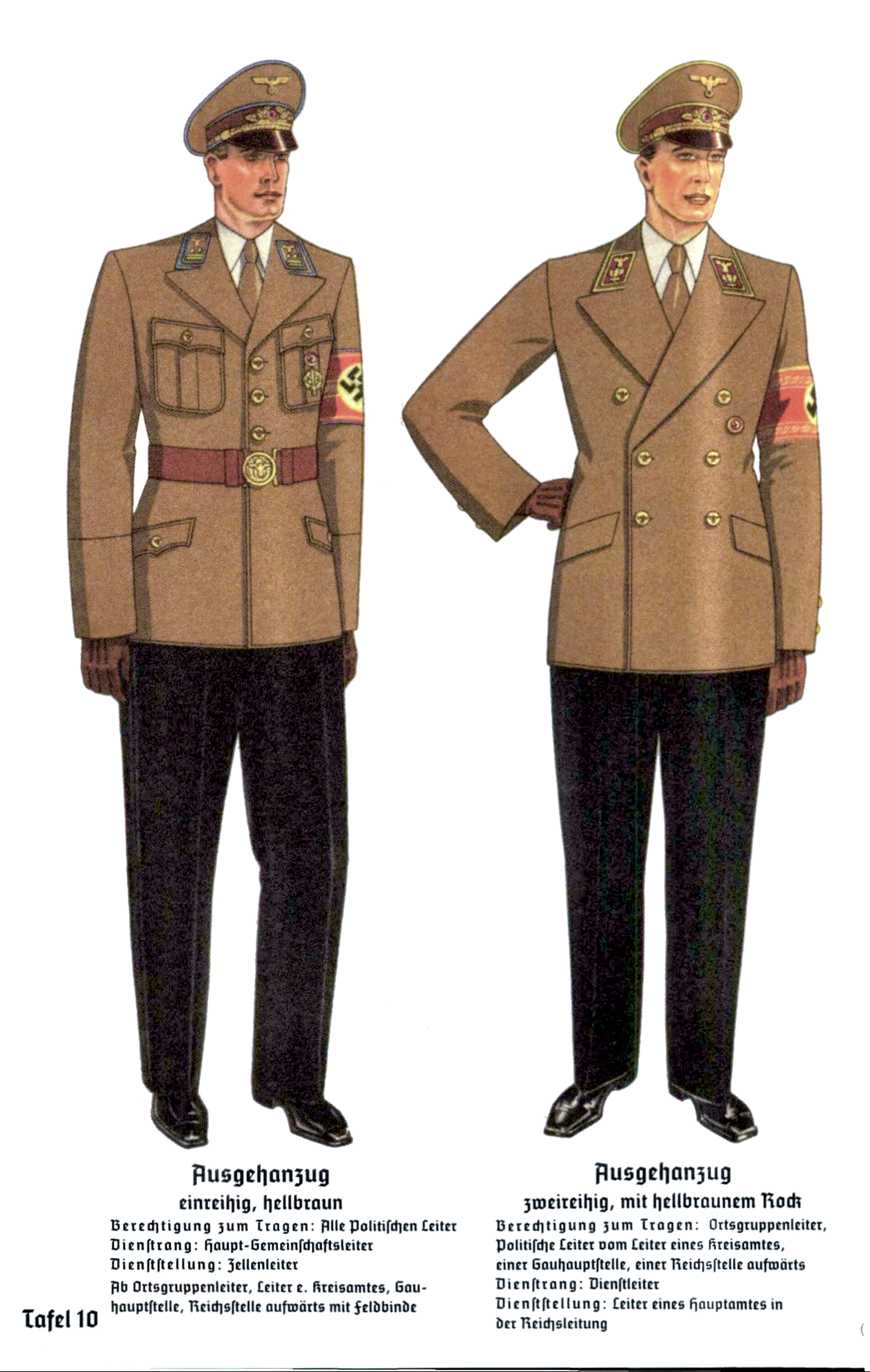
Dagelijks tenue van een Dienstleiter (rechts), 1940.

Dienstleiter (vrije vertaling: Dienstleider) was een rang binnen de NSDAP tussen 1933 en 1945. De rang van Dienstleiter werd primair gecreëerd na het aan de macht komen van de nationaalsocialisten. En was de twee hoogste rang in de Reichsleitung van de NSDAP, en was ondergeschikt aan de Reichsleiter.
De oorspronkelijke rang van Dienstleiter was verdeeld in twee afzonderlijke rangen: de standaard rang van Dienstleiter en de hogere rang van Haupt-Dienstleiter. In 1939 werd de rang van Ober-Dienstleiter geïntroduceerd. De taken van de Dienstleiter omvatte primaire de leiding over de hoogste nationale partijbureaus. Velen met de rang van Dienstleiter bekleedde ook topposities in de burgermaatschappij en in de Duitse regering.

## Rangen
| Insigne   | Insigne      | NSDAP              | Wehrmacht equivalent | NL Landmacht equivalent |
| NAVO-rang | Kraagspiegel | NSDAP              | Wehrmacht equivalent | NL Landmacht equivalent |
| --------- | ------------ | ------------------ | -------------------- | ----------------------- |
| OF-4      |              | Dienstleiter       | Oberstleutnant       | Luitenant-kolonel       |
| OF-5      |              | Ober-Dienstleiter  | Oberst               | Kolonel                 |
| OF-6      |              | Haupt-Dienstleiter | Generalmajor         | Brigadegeneraal         |